# Félix Desgranges
Felix Pierre Emile Adolphe Desgranges (1858-1920) fou un compositor francès.
Estudià en Liceu Fontanes i va tenir per mestres, Marmontel (piano), Durand (harmonia), i Delibes (composició). Va ser oficial d'instrucció pública i director d'orquestra de la presidència el 1910.
A més de diversos ballables, entre els quals destaca Poesia, suites, per a orquestra i retalls per a piano, va compondre una òpera còmica, Le vieux sorcier, estrenada el 1893.